# Bader-Gletscher
Der Bader-Gletscher ist ein kleiner Gletscher an der Fallières-Küste des Grahamlands im Norden der Antarktischen Halbinsel. Er fließt zum Bourgeois-Fjord, den er unmittelbar südlich des Thomson Head erreicht.
Das UK Antarctic Place-Names Committee benannte ihn 1958 nach dem Schweizer Glaziologen Henri Bader (1907–1998) von der Rutgers University, der sich mit der Entstehung von Schneeflocken und ihren Metamorphosen beschäftigte.